# Coronaviridae
Coronaviridae è una famiglia di virus dell'ordine Nidovirales, con genoma costituito da RNA a singolo filamento positivo, avvolto da capside.
Il genoma virale ha una lunghezza di 26-32 kb. Le particelle sono decorate con grandi (~ 20 nm) spinule superficiali dette peplomeri, che nelle fotografie scattate con il microscopio elettronico formano un'immagine che ricorda l'aspetto di un'aureola (corona in latino).
Si pensa che il primo caso riportato di coronavirus sia dovuto a veterinari tedeschi che nel 1912 descrissero il caso di un gatto febbricitante con un enorme ingrossamento del ventre. Ma solo negli anni '60 un virus con struttura a forma di corona che causava comuni raffreddori venne isolato e venne associato al fenomeno, inclusi altri riscontrati in svariati animali. I ricercatori pensarono che i coronavirus fossero capaci di causare negli umani solo sintomi lievi, fino a che non ci fu l'epidemia di SARS nel 2003.

## Tassonomia
Di seguito la tassonomia della famiglia:
- Sottofamiglia: Orthocoronavirinae
  - Genere: Alphacoronavirus
  - Genere: Betacoronavirus
  - Genere: Gammacoronavirus
  - Genere: Deltacoronavirus
- Sottofamiglia: Letovirinae
  - Alphaletovirus